# Горілий (струмок)
Горілий (рос. Горелый; Р. Ольховая) — струмок (річка) в Україні у Перевальському районі Луганської області. Правий доплив річки Санжарівки (басейн Азовського моря).

## Опис
Довжина струмка приблизно 5,60 км, найкоротша відстань між витоком і гирлом — 4,90  км, коефіцієнт звивистості річки — 1,14 . Формується декількома безіменними струмками та загатами.

## Розташування
Бере початок на північно-західній стороні від селища Южна Ломуватка. Тече переважно на північний захід через село Степанівку і у селі Веселогорівці впадає у річку Санжарівку, праву притоку Лугані.